# Orphaned Land
Orphaned Land (з англ. «Осиротіла земля») — ізраїльський рок-гурт, що об'єднує у своїй творчості елементи європейського металу та народної музики Близького Сходу.

## Історія
Гурт утворено в 1991 році під назвою Resurrection (з англ. «Воскресіння»). У 1992 році після періоду творчих пошуків учасники ансамблю вирішили зосередитися на сучасній дійсності і культурі близькосхідного регіону, у зв'язку з чим змінили назву на Orphaned Land. У 1993 році після видання демозапису The Beloved's Cry колектив підписує контракт на два альбоми з французьким лейблом Holy Records.
Свій перший альбом Sahara колектив видав у 1994 році, у 1996 році вийшов альбом El Norra Alila. На цьому альбомі вже сформувався унікальний звук Orphaned Land, подарував їм міжнародну популярність. Після успіху перших двох альбомів музиканти отримали кілька пропозицій від великих лейблів і в 1997 році підписали контракт з Century Media. Після цього колектив на деякий час відійшов від справ з причин особистого характеру. Період бездіяльності завершився туром Ізраїлем і Туреччиною під назвою The Calm Before The Flood (з англ. «Затишшя перед потопом»).
У 2004 році група видала довгоочікуваний альбом Mabool (з івриту «Потоп»), заснований на біблійній легенді про потоп. Цей альбом зробив Orphaned Land провідною металевою групою Ізраїлю, колектив побував у світовому турне, виступив на таких великих фестивалях, як Wacken Open Air, Summer Breeze, Sonisphere і ProgPower.

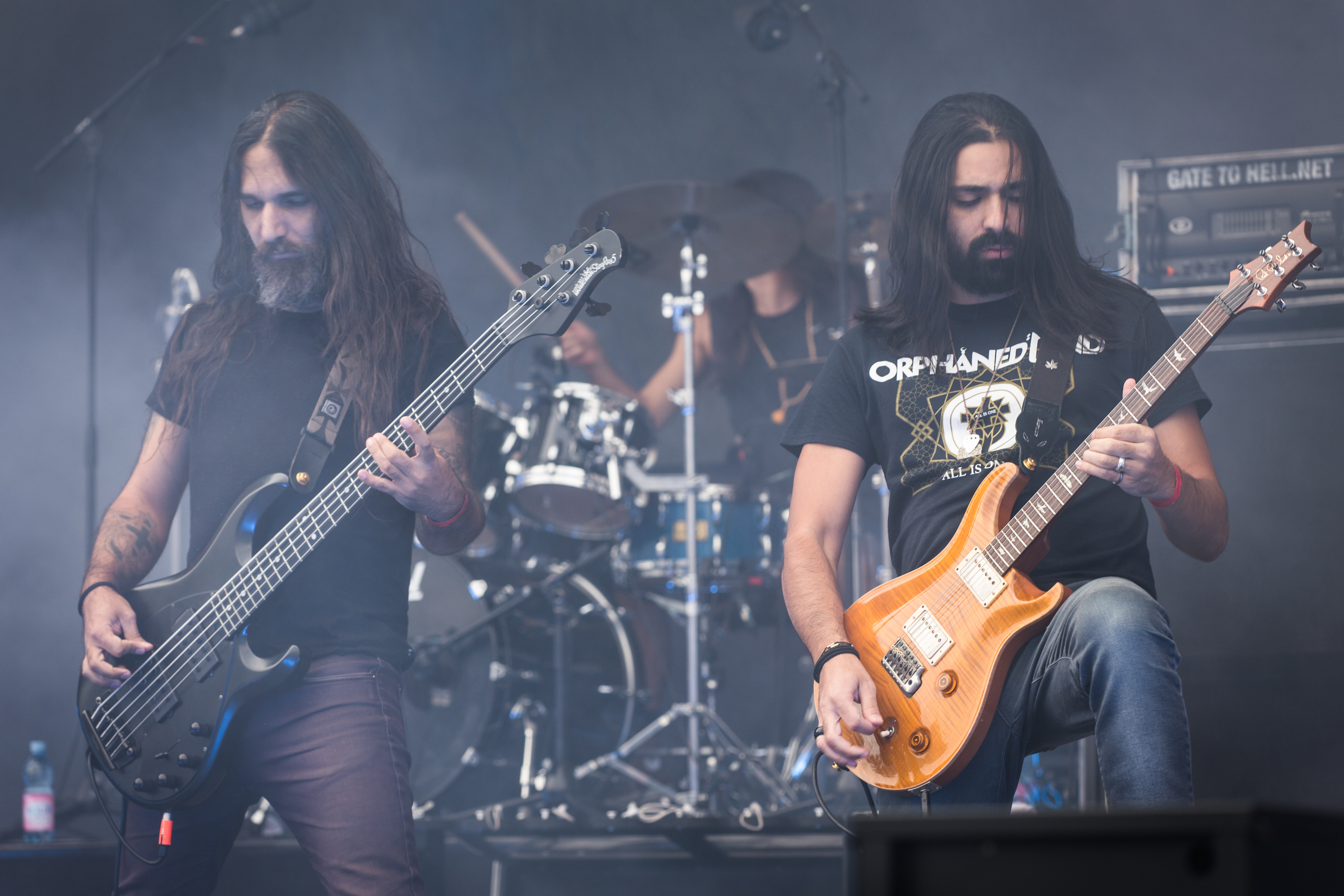
Orphaned Land на Jubiläumsfestival, 2015 р.

У 2007 році Кобі Фархі взяв участь у записі альбому Exodus — Slaves for Life проекту Amaseffer, що оповідає про вихід євреїв з Єгипту. Іншими «зірковими гостями» на альбомі стали шведи Матс Левен (Therion) і Анджела Госсоу (Arch Enemy). Альбом видано в 2008 році.
25 січня 2010 року видано четвертий альбом — The Never Ending Way of ORWarriOR, продюсером якого став Стівен Вілсон (Porcupine Tree).
Через те, що ізраїльські музиканти не входять в багато арабських держав, Orphaned Land кілька разів на рік виступає в Туреччині, на місці збору своїх фанатів. Кобі Фархі каже, що музика здатна переступати політичні перепони, і його гурт звертається до людей, які в інших умовах займають анти-ізраїльську позицію.

## Характеристики
Учасники вважають себе дослідниками різних музичних стилів і концепцій всього світу. Музика ансамблю заснована на металі, однак не обмежується ним. Музиканти використовують старовинні народні інструменти (саз, канун, уд, бузукі), 20 видів перкусії, співають на 6 мовах.

## Склад
Учасники
- Кобі Фархі — ведучий вокал, гроулінг, декламація, хоровий та бек-вокал (з 1991)
- Хен Балбус — гітара, бузукі, бек-вокал, піаніно, ксилофон (з 2012)
- Урі Зільха — бас-гітара (з 1991)
- Матан Шмуелі — ударні, перкусія (з 2007)
- Ідан Амсалем — гітара, бузуки (з 2014)

Постійні сесійні учасники
- Шломіт Леві — жіночий вокал (з 2004)
- Яців Каспі — перкусія
- Аві Агабаба — перкусія

Колишні учасники
- Іцик Леві — клавішні (1991—1996)
- Самі Бахар — ударні (1991—1996)
- Еден Рабін — клавішні, вокал (2001—2005)
- Аві Діаманд — ударні (2004—2007)
- Матті Сватіцкій — гітара (1991—2012)
- Йоссі «Сассі» Саарон — гітара, уд, саз, бузукі, фортепіано, джумбуш, бек-вокали (1991—2014)

## Дискографія

### Демо
- The Beloved's Cry (1993) [3]

### Міні-альбоми
- The Calm Before the Flood (2004)
- Promo Split MCD (2005) — (разом з Sentenced)
- Ararat (2005)

### Студійні альбоми
- 1994 — Sahara
- 1996 — El Norra Alila
- 2004 — Mabool
- 2010 — The Never Ending Way of ORWarriOR
- 2013 — All Is One
- 2016 — Kna'an (у співпраці з Amaseffer)
- 2018 — Unsung Prophets & Dead Messiahs[4]

## Відеографія
- «Ocean Land» (2004) — Mabool
- «Norra El Norra» (2004) — Mabool
- «Sapari» (2010) — The Never Ending Way of ORwarriOR
- "The Never Ending Way Of ORwarriOR — Limited Edition DVD (2010)
- «Brother» (2013) — All is One
- «All is One» (2013) — All is One
- «Like Orpheus» (2017) — Unsung Prophets & Dead Messiahs